# Yesterdays (musikalbum av Keith Jarrett)
Yesterdays från 2009 är ett livealbum med Keith Jarretts "The Standards Trio". De första 8 spåren spelades in i Metropolitan Festival Hall, Tokyo 30 april 2001 medan spår 9 spelades in i Orchard Hall, Tokyo 24 april samma år.

## Låtlista
1. Strollin' (Horace Silver) – 8:13
2. You Took Advantage of Me (Richard Rodgers/Lorenz Hart) – 10:13
3. Yesterdays (Jerome Kern/Otto Harbach) – 8:56
4. Shaw 'Nuff (Dizzy Gillespie/Charlie Parker) – 6:10
5. You've Changed (Bill Carey/Carl Fischer) – 7:55
6. Scrapple from the Apple (Charlie Parker) – 9:02
7. Sleepin' Bee (Harold Arlen/Truman Capote) – 8:18
8. Intro/Smoke Gets in Your Eyes (Jerome Kern/Otto Harbach) – 8:47
9. Stella by Starlight (Victor Young/Ned Washington) – 8:04

## Medverkande
- Keith Jarrett – piano
- Gary Peacock – bas
- Jack DeJohnette – trummor

## Mottagande
Skivan fick ett gott mottagande när den kom ut med ett snitt på 4,2/5 baserat på fyra recensioner.